# As Ras
As Ras en galicien, ou Ras en castillan, est un hameau de la parroquia (paroisse civile) de San Miguel de Cerceda (gl) dans le municipio (canton) d'O Pino, comarque de Arzúa, province de La Corogne, communauté autonome de Galice, au nord-ouest de l'Espagne.
Ce hameau du municipio de O Pino est traversé par le Camino francés du Pèlerinage de Saint-Jacques-de-Compostelle.

## Patrimoine et culture

### Pèlerinage de Compostelle
Le Camino francés du Pèlerinage de Saint-Jacques-de-Compostelle traverse le hameau d'As Ras, en venant du hameau d'Oxén dans le municipio (commune ou canton) d'O Pino.
La halte suivante est le hameau d'A Brea (Brea en castillan), dans le même municipio d'O Pino.